# Saison 1 d'Au-delà du réel : L'aventure continue
Chronologie
Saison 2
Cet article présente le guide des épisodes de la première saison de la série télévisée Au-delà du réel : L'aventure continue (The Outer Limits).

## Épisodes

### Épisodes 1 et 2:Au royaume des sables
- États-Unis : 26 mars 1995
- France : 18 novembre 1995

- Beau Bridges (Simon Kress)
- Helen Shaver (la femme de Kress)
- Dylan Bridges (Josh, le fils)
- Kim Coates (Dave Stockley)
- Lloyd Bridges (le grand-père)

### Épisode 3:Valérie 23
- États-Unis : 31 mars 1995
- France : 25 novembre 1995

- William Sadler (Frank Hellner)
- Sofia Shinas (Valérie 23)
- Nancy Allen (Rachel Rose)
- Tom Butler (Charlie Bouton)

### Épisode 4:Frères de sang
- États-Unis : 7 avril 1995
- France : 26 novembre 1995

- Martin Kemp (Michael Deighton)
- Charles Martin Smith (Spencer Deighton)
- Kate Vernon (Tricia Lange)
- George Touliatos (Darrow)
- Tom Cavanagh (Carl Toman)

### Épisode 5:Dos au monde
- États-Unis : 14 avril 1995
- France : 2 décembre 1995

- Mykelti Williamson (Dr Michael Alders)
- D.W. Moffett (James Heatherton)
- Rae Dawn Chong (Karen Heatherton)
- Richard Grove (Kadimas)

### Épisode 6:Rendez-vous avec la mort
- États-Unis : 21 avril 1995
- France : 3 décembre 1995

- Michelle Beaudoin (Jessy)
- William Hickey (Harlan Hawkes)
- Bruce Davison (Dr McEnerney)

### Épisode 7:Évolution
- États-Unis : 28 avril 1995
- France : 9 décembre 1995

- Thora Birch (Aggie Travers)

### Épisode 8:Avenir virtuel
- États-Unis : 5 mai 1995
- France : 10 décembre 1995

- Josh Brolin (Jack Pierce)
- Kelly Rowan (Isabelle Pierce)
- David Warner (Bill Trenton)

### Épisode 9:Les Yeux de la peur
- États-Unis : 12 mai 1995
- France : 16 décembre 1995

- Don S. Davis (Inspecteur Wilson)

### Épisode 10:Au coin de l'œil
- États-Unis : 19 mai 1995
- France : 17 décembre 1995

- Len Cariou (Père Anton Jonascu)
- Justin Louis (Père John Royce)
- Chris Sarandon (Dr. Pallas)

### Épisode 11:Sous le lit
- États-Unis : 26 mai 1995
- France : 23 décembre 1995

### Épisode 12:Le Piège éternel
- États-Unis : 2 juin 1995
- France : 24 décembre 1995

### Épisode 13:Une deuxième chance
- États-Unis : 9 juin 1995
- France : 30 décembre 1995

### Épisode 14:Sans pitié
- États-Unis : 16 juin 1995
- France : 31 décembre 1995

- Robert Patrick (Major John Skokes)
- Nicole de Boer (Cadet 2d classe Bree Tristan)

### Épisode 15:Le Démon de l'amour
- États-Unis : 1er juillet 1995
- France : 6 janvier 1996

- Jason London (Jay)
- Alyssa Milano (Hannah)

### Épisode 16:Le Voyage de retour
- États-Unis : 30 juin 1995
- France : 7 janvier 1996

- Michael Dorn (Claridge)

### Épisode 17:La Nouvelle Génération
- États-Unis : 23 juin 1995
- France : 13 janvier 1996

- Richard Thomas (Dr Steven Ledbetter)
- Peter Outerbridge (Andy)
- Tammy Isbel (Judy)

### Épisode 18:Le Message
- États-Unis : 16 juillet 1995
- France : 14 janvier 1996

- Marlee Matlin (Jennifer Winter)
- Larry Drake (Robert)
- Robert Wisden (Sam Winter)

### Épisode 19:Je pense, donc...
- États-Unis : 23 juillet 1995
- France : 20 janvier 1996

- Leonard Nimoy (Thurman Cutler)
- Cynthia Preston (Mina Link)
- Barbara Tyson (Carrie Emerson)

### Épisode 20:Si les murs pouvaient parler
- États-Unis : 30 juillet 1995
- France : 21 janvier 1996

- Dwight Schultz (Levi Mitchell)
- Alberta Watson (Lynda Tillman)
- Ryan Reynolds (Derek Tillman)

### Épisode 21:Un sénateur venu d'ailleurs
- États-Unis : 13 août 1995
- France : 27 janvier 1996

- Perry King (Sénateur Richard Adams)
- Mimi Kuzyk (Dr Leslie McKenna)
- Scott Swanson (Kyle Haller)

### Épisode 22:La Voix de la raison
- États-Unis : 20 août 1995
- France : 28 janvier 1996

- Gordon Clapp (Randal Strong)
- Daniel J. Travanti (Thornwell)
- Don S. Davis (Callahan)
- Lochlyn Munro (Waters)